# Pridite na žur
Pridite na žur (na naslovnici napisano kot „Pridite na žur“) je debitantski studijski album slovenske hard rock skupine Šank Rock, izdan leta 1987 pri ZKP RTV Ljubljana.

## Seznam pesmi
| Stran A | Stran A             | Stran A      | Stran A              | Stran A |
| Št.     | Naslov              | Besedilo     | Glasba               | Dolžina |
| ------- | ------------------- | ------------ | -------------------- | ------- |
| 1.      | „Želim si te vroče‟ | Aleš Uranjek | Zvone Hranjec        | 3:18    |
| 2.      | „Zabava‟            | Uranjek      | Cveto Polak, Hranjec | 3:05    |
| 3.      | „Moč noči‟          | Hranjec      | Hranjec              | 5:07    |
| 4.      | „Pridite na žur‟    | Matjaž Jelen | Hranjec              | 3:24    |
| 5.      | „Pojdi z menoj‟     | Uranjek      | Jelen, Hranjec       | 3:18    |

| Stran B | Stran B                   | Stran B            | Stran B        | Stran B |
| Št.     | Naslov                    | Besedilo           | Glasba         | Dolžina |
| ------- | ------------------------- | ------------------ | -------------- | ------- |
| 6.      | „Ti si moja‟              | Uranjek            | Hranjec        | 3:16    |
| 7.      | „To naš je rock 'n' roll‟ | Jelen              | Hranjec, Jelen | 2:53    |
| 8.      | „Vrni se‟                 | Uranjek            | Hranjec        | 3:41    |
| 9.      | „To moja je pot‟          | Miro Mramor, Jelen | Jelen, Hranjec | 4:19    |
| 10.     | „Upanje‟                  | Hranjec            | Hranjec        | 4:24    |

## Zasedba
| Šank Rock - Matjaž Jelen — vokal - Zvone Hranjec — kitara, vokal - Miro Mramor — kitara - Peter Slanič — klaviature, vokal - Cveto Polak — bas kitara - Aleš Uranjek — bobni | Ostali - Rajko Đorđević — produkcija, aranžmaji - Ivica Rađa — oblikovanje - Iztok Černe — inženiring |